# Paul Copu
Paul Copu (n. 7 august 1953, Mera, România) este un fost atlet român, specializat în proba de 3000 de metri cu obstacole.

## Carieră
Atletul este multiplu campion național și balcanic la 3000 m cu obstacole și 5000 m. La Campionatul European în sală din 1975 a ocupat locul șase și la ediția din 1976 s-a clasat pe locul zece. În anul 1977 a câștigat medalia de argint la Universiada de la Roma.
În 1978 Paul Copu a ocupat locul cinci la Campionatul European de la Praga, stabilind recordul său personal cu timpul de 8:20,41 min. Anul următor a cucerit medalia de aur la Universiada din Ciudad de México. A participat și la Olimpiada din 1980 dar nu a reușit să se califice în finală.

## Realizări
| An   | Competiție                   | Locație                    | Loc | Eveniment        | Note    |
| ---- | ---------------------------- | -------------------------- | --- | ---------------- | ------- |
| 1975 | Campionatul European în sală | Katowice, Polonia          | 6   | 3000 m           | 8:04,0  |
| 1976 | Campionatul European în sală | München, Germania de Vest  | 10  | 3000 m           | 8:10,6  |
| 1977 | Universiada                  | Sofia, Bulgaria            | 2   | 3000 m obstacole | 8:28,8  |
| 1978 | Campionatul European         | Praga, Cehoslovacia        | –   | 10 000 m         | NT      |
| 1978 | Campionatul European         | Praga, Cehoslovacia        | 5   | 3000 m obstacole | 8:20,41 |
| 1979 | Universiada                  | Ciudad de México, Mexic    | 1   | 3000 m obstacole | 8:57,7  |
| 1980 | Jocurile Olimpice            | Moscova, Uniunea Sovietică | 20  | 3000 m obstacole | 8:44,91 |

## Recorduri personale
| Probă            | Performanță | Dată              | Locație  |
| ---------------- | ----------- | ----------------- | -------- |
| 3000 m obstacole | 8:20,41     | 3 septembrie 1978 | Praga    |
| 3000 m în sală   | 8:04,0      | 9 martie 1975     | Katowice |